# DZ Bank
DZ BANK Group — вторая крупнейшая банковская группа Германии (после Deutsche Bank). Состоит из DZ Bank и 800 местных кооперативных банков.

## Деятельность
Около половины выручки составляет чистый процентный доход, в 2020 году 2,8 млрд из 6,2 млрд евро, комиссионные и плата за услуги приносят 2,2 млрд, чистый доход от страховой деятельности составляет 400 млн евро (страховые премии 18,7 млрд евро, выплаты 17,5 млрд).
Из 595 млрд евро активов на конец 2020 года 190 млрд составили кредиты клиентам, 103 млрд кредиты банкам, 122 млрд инвестиции страховых компаний. Из пассивов 134 млрд составили депозитные вклады клиентов, 178 млрд депозиты банков, 111 млрд страховые обязательства.
Основные подразделения DZ BANK Group:
- BSH (полностью Bausparkasse Schwäbisch Hall AG) — предоставляет розничные банковские услуги, в основном специализируясь на ипотечному кредитовании и пенсионном страховании, имеет партнерства в Словакии, Венгрии и КНР; операционная прибыль 81 млн, активы 82 млрд.
- R+V — предоставляет все виды страхования; операционная прибыль 277 млн, активы 130 млрд.
- TeamBank — потребительское кредитование (до €15 тысяч), базируется в Нюрнберге; операционная прибыль 154 млн, активы 9 млрд.
- UMH (Union Asset Management Holding) — управление активами (частных клиентов и институциональных инвесторов); операционная прибыль 649 млн, активы 4 млрд.
- DZ Bank — CICB — главный банк в системе; операционная прибыль 244 млн, активы 315 млрд.
- DZ HYP — кредитование в сфере недвижимости (ипотека, финансирование строительства); операционная прибыль 582 млн, активы 94 млрд.
- DZ PRIVATBANK — банковские услуги крупным частным клиентам, штаб-квартира в Люксембурге, 8 отделений в Германии и филиал в Швейцарии; операционная прибыль 38 млн, активы 18 млрд.
- VR Smart Finanz — виртуальный банк для малого бизнеса; операционная прибыль −45 млн, активы 4 млрд.
- DVB — финансирование транспортных перевозок, в основном морских; убыточное подразделение в процессе ликвидации; операционная прибыль −285 млн, активы 10 млрд.